# Amitostigma tibeticum
Amitostigma tibeticum är en orkidéart som beskrevs av Rudolf Schlechter. Amitostigma tibeticum ingår i släktet Amitostigma och familjen orkidéer. Inga underarter finns listade i Catalogue of Life.